# NGC 7604
NGC 7604 est une galaxie lenticulaire (elliptique?) située dans la constellation des Poissons. Sa vitesse par rapport au fond diffus cosmologique est de 3 378 ± 28 km/s, ce qui correspond à une distance de Hubble de 49,8 ± 3,5 Mpc (∼162 millions d'al). NGC 7604 a été découverte par l'astronome allemand Albert Marth en 1864.
Selon la base de données Simbad, NGC 7604 est une candidate au titre de galaxie à noyau actif.
En raison d'une brillance de surface égale à 11,45 mag/am2, on peut qualifier NGC 7604 de galaxie présentant une brillance de surface élevée.

## Groupe de NGC 7619
Selon A. M. Garcia, NGC 7604 est membre du groupe de NGC 7619. Selon lui, ce groupe de galaxies renferme au moins 25 membres. Mais, selon un article plus récent publié par Levy et ses collègues en 2007, certaines galaxies retenues par Garcia font aussi partie d'un groupe de galaxies situé dans le centre de l'amas de Pégasus I,. Selon cet article, ce groupe renfermerait 30 galaxies. La galaxie NGC 7604 est dans les deux listes. Sengupta et coll. font aussi mention de ce groupe dans un article plublié en 2006. Ils n'incluent que 17 galaxies, toutes émettrices de rayon X, dont NGC 7604, mais elles se retrouvent soit dans le liste de Garcia ou dans celle de Levy et souvent dans les deux listes, à l'exception de KUG 2318+079B. La galaxie CGCG 406-086 est une autre désignation pour KUG 2318+079B qui est dans la liste de Levy. De même la désignation Z406-086 est la galaxie CGCG 406-086. En ajoutant la galaxie KUG 2318+079B, on obtient un total d'au moins 43 membres pour ce groupe. Cependant, la galaxie désignée comme [OB97] P05-6 dans la liste de Levy est introuvable dans toutes les sources consultées. Le calcul de la distance moyenne du groupe a donc pris en compte 42 galaxies. Abraham Mahtessian mentionne aussi l'existence de ce groupe, mais toutes les galaxies qu'il inclue dans celui-ci sont aussi dans la liste de Garcia.
La moyenne des distances et des incertitudes des galaxies de la liste de Garcia est de 47,5 ± 3,3 Mpc (∼155 millions d'al) et celle de Levy et ses collègues est de 49,7 ± 3,5 Mpc (∼162 millions d'al). La moyenne des distances et des incertitudes des galaxies des deux groupes réunis est de 49,1 ± 3,9 Mpc (∼160 millions d'al).